# Halerpestes ruthenica
Halerpestes ruthenica är en ranunkelväxtart som först beskrevs av Nikolaus Joseph von Jacquin, och fick sitt nu gällande namn av Pavel Nikolaevich Ovczinnikov. Halerpestes ruthenica ingår i släktet bohusranunkler, och familjen ranunkelväxter. Inga underarter finns listade i Catalogue of Life.